# Tony Hawkin
Tony Hawkin je knižní série amerického spisovatele Harryho Harrisona, ze všech sérií tohoto autora jediná, která nespadá do žánru science fiction. Jedná se o dilogii (cyklus o 2 knihách), jejímž protagonistou je pracovník muzea a agent FBI Tony Hawkin, původem indián z kmene Apačů.
Do češtiny tyto knihy přeloženy nebyly.

## Seznam knih
Sérii tvoří dva thrillery vydané v letech 1972 respektive 1974.
- Montezuma's Revenge, 1972 – 1. díl série.[1] V Mexiku se objeví vzácný obraz Leonarda da Vinciho, který byl považován za ztracený ve válce. Hawkin se tam vydá přesvědčit se, zda je obraz pravý, a poté se ho pokusí získat. Smrt jeho mexické spojky vrhá Hawkina do stále bizarnějších eskapád s izraelskými, italskými, německými a americkými tajnými službami, které chtějí obraz také získat.
- Queen Victoria's Revenge, 1974 – 2. díl série.[2] V tomto příběhu Tony přilétá do Spojeného království na palubě letadla Douglas DC-6 s kufříkem se 2 miliony dolarů jako výkupné pro skupinu kubánských únosců. Ve Skotsku ho pronásledují krajinou únosci, skotští patrioti, šílený kubánský plukovník a polovina policie. Všichni chtějí jen dvě věci - peníze a Tonyho hlavu. Zvláštní agent Tony Hawkin se opět musí spolehnout na svůj důvtip, aby přelstil své nepřátele.